# Liedanzeiger

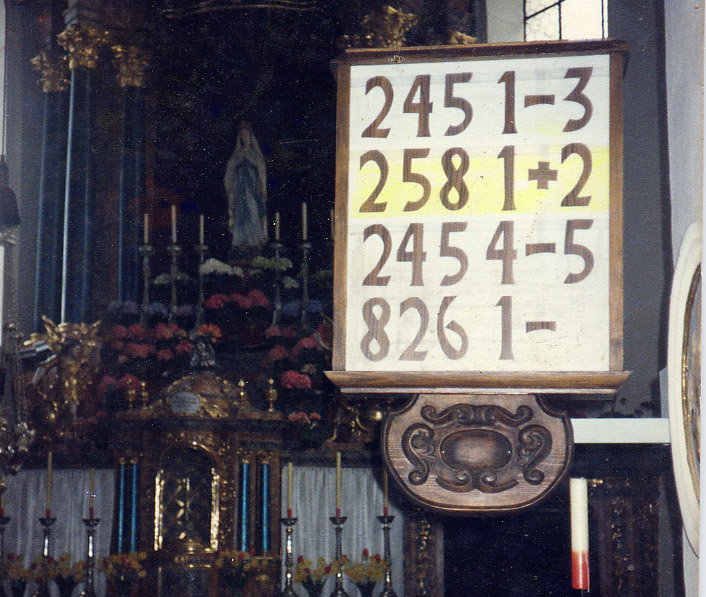
Liedtafel (Unikat) in einer barocken Pfarrkirche mit zwei mal vier Zeilen und Hinterleuchtung des aktuellen Liedes. Die zweiten vier Zeilen befinden sich auf der Rückseite der Tafel.

Ein Liedanzeiger ist eine Apparatur zur Anzeige der Liednummern und Strophen aus einem Gesangbuch für den Gemeindegesang im Gottesdienst. Mittlerweile gibt es auch Liedanzeiger, die darüber hinaus auch Texte sowie Bilder anzeigen können.

## Liedtafel
Auf einer Liedtafel (auch Liedertafel) werden vor Beginn des Gottesdienstes festgelegte Lieder bzw. Strophen angezeigt. Die Lied- und Strophennummern werden – meist vom Mesner – von Hand an einer Stecktafel bzw. an einem Magnetbrett angebracht oder auf Leisten gestellt oder gehängt. Liedtafeln sind häufiger in evangelischen als in katholischen Kirchen zu finden. Sie geben bereits zu Beginn des Gottesdienstes einen Überblick über die Liedfolge und gegebenenfalls andere Elemente im Gottesdienst (etwa den von der Gemeinde gebeteten Psalm) und ermöglichen dem Gottesdienstbesucher, die angezeigten Lieder bereits mit Lesebändchen im Liederbuch zu markieren, um so schneller und ohne störende Suche während des Gottesdienstes auf sie zuzugreifen zu können.

## Elektronischer Liedanzeiger

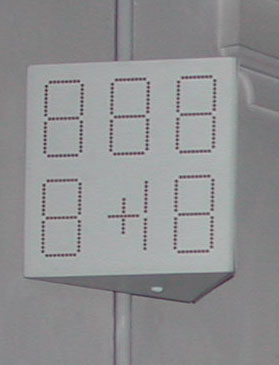
Elektronischer Liedanzeiger

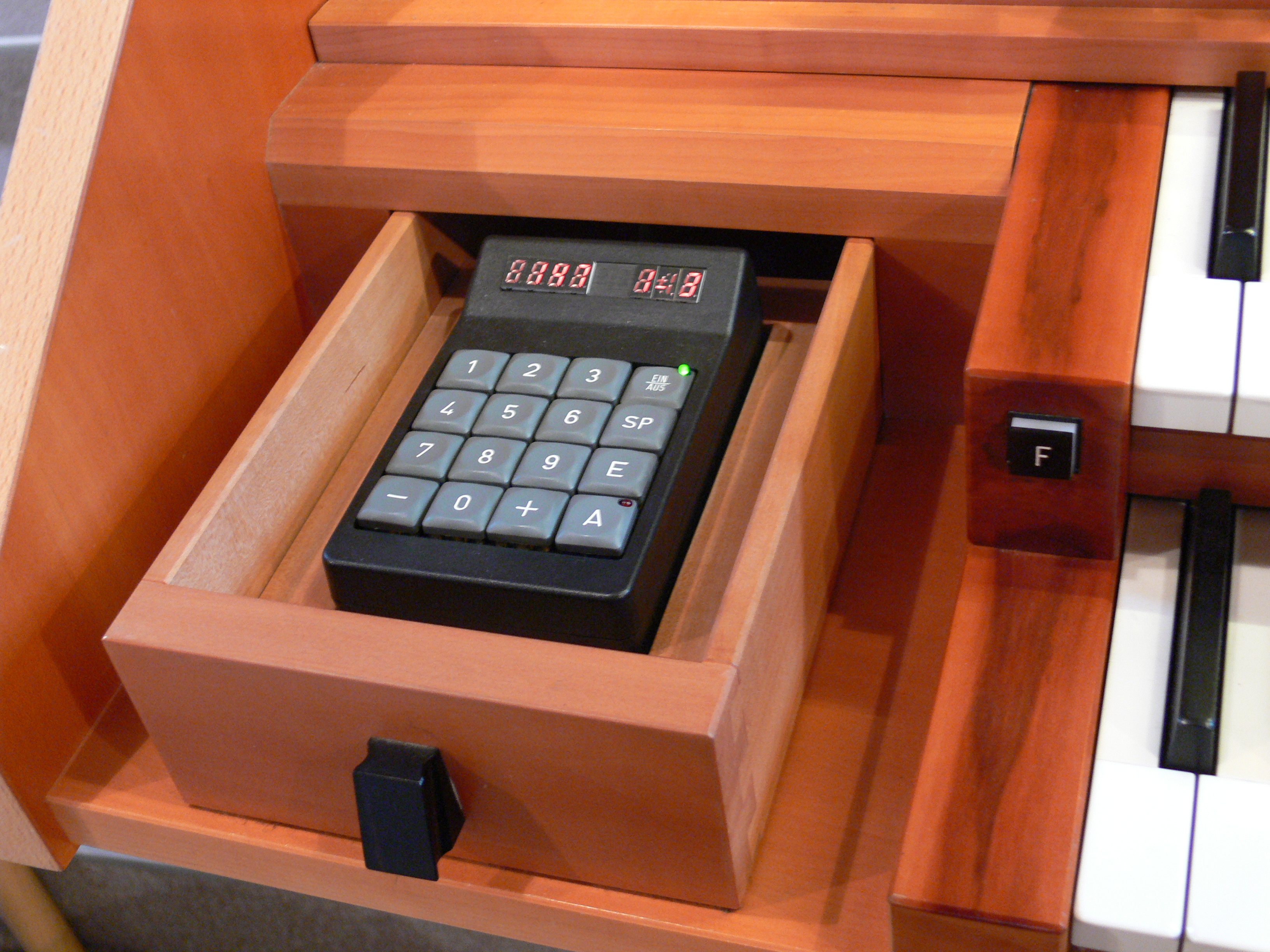
Bedienelement eines elektronischen Liedanzeigers

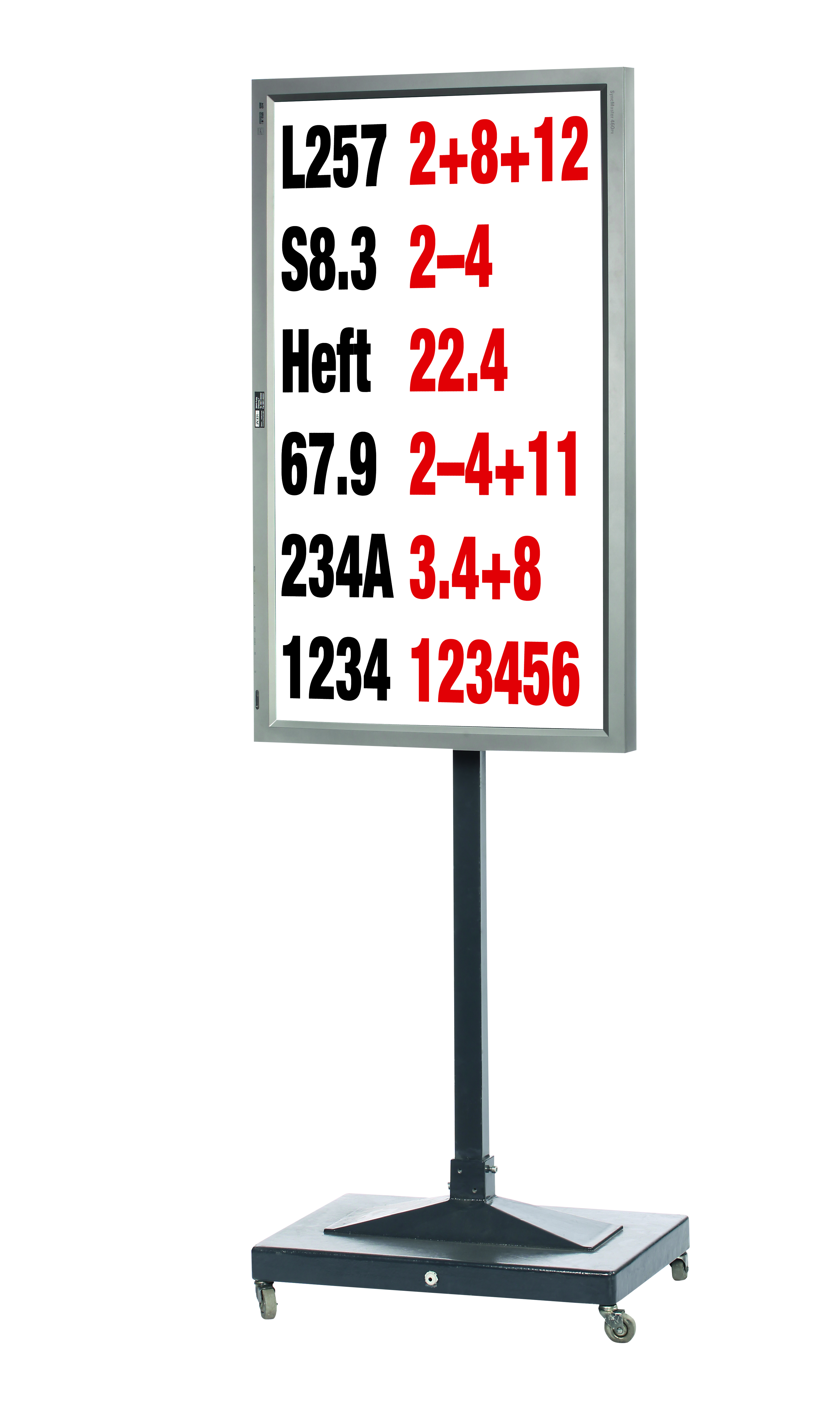
Flachanzeige mit LCD

In vielen Kirchen sind mittlerweile elektronische Liedanzeiger installiert. Der Zahlengeber (das Bedienteil) ist in der Regel an der Orgel angebracht. In den letzten Jahren setzen sich hier immer mehr Funksysteme durch, die es auch ermöglichen, bei Abwesenheit eines Organisten die Lieder vom Pfarrer oder auch vom Mesner anzeigen zu lassen. Die Zahlengeber (Steuergeräte) erlauben eine spontane Auswahl der Lieder oder Strophen und bieten so dem Organisten die Möglichkeit, gegebenenfalls weitere Lieder oder Strophen singen zu lassen. Moderne Bedienteile können bis zu 100 Eingaben abspeichern.
Bei der Ausführung  als Projektor werden die Zahlen auf eine helle Kirchenwand geworfen. Dies hat den Vorteil, dass große Entfernungen ohne das teure Verlegen von Kabeln überbrückt werden können und keine störende Tafel den Kirchenraum verunziert. In modernen Leuchttafeln (Liedanzeigetafeln) finden Leuchtdioden Anwendung. 
Für Sonderanwendungen gibt es umfangreiches Zubehör wie z. B. mechanische oder elektrische Schwenkantriebe für Leuchttafeln.
In verschiedenen Kirchen werden auch Projektoren mit Leuchttafeln zusammengeschaltet. Moderne Leuchttafeln können nicht nur bis zu acht Liednummern untereinander anzeigen, sondern können auch Bilder, Texte und Informationen für die Gottesdienstbesucher anzeigen. Hierfür werden Groß-LC-Anzeigen verwendet. Mit der Einführung neuer Liederbücher oder Gesangbücher wird gelegentlich eine Neuanschaffung des Liedanzeigers notwendig, wenn alte Geräte zu wenige Anzeigestellen für Lied- und Strophennummern aufweisen.

## Videoprojektion
Selten ist der Einsatz von Videoprojektoren, die in Verbindung mit einem PC anstelle der Liednummer den ganzen Liedtext darstellen können. Dieses Vorgehen ist jedoch rechtlich problematisch, da das Projizieren ganzer Texte nicht in den Pauschalverträgen der Kirchen mit der GEMA vorgesehen ist. 